# Rhampholeon platyceps
Rhampholeon platyceps este o specie de cameleoni din genul Rhampholeon, familia Chamaeleonidae, descrisă de Günther 1893.

## Subspecii
Această specie cuprinde următoarele subspecii:
- R. p. platyceps
- R. p. carri